# Сельцо (Велицкая сельская община)
Сельцо (укр. Сільце) — село в Велицкой сельской общине Ковельского района Волынской области Украины.
Код КОАТУУ — 0722188601. Население по переписи 2001 года составляет 468 человек. Почтовый индекс — 45082. Телефонный код — 3352. Занимает площадь 1,752 км².